# Le Secret du Masque de fer
 (novembre 2016).
Si vous disposez d'ouvrages ou d'articles de référence ou si vous connaissez des sites web de qualité traitant du thème abordé ici, merci de compléter l'article en donnant les références utiles à sa vérifiabilité et en les liant à la section « Notes et références ».
Le Secret du Masque de fer est un essai historique de Marcel Pagnol, qui identifie le fameux prisonnier au masque de fer comme étant le frère jumeau de Louis XIV, né après lui, et emprisonné à vie en 1669. L’essai fut d’abord publié en 1965 sous le titre Le Masque de fer, puis complété en 1973, notamment par des recherches sur James de La Cloche, identifié au frère jumeau de Louis XIV portant ce nom dans sa jeunesse.
Élevé par la sage-femme dame Perronette, le jumeau est emmené à l’âge de 6 ans sur l’île de Jersey où il est élevé par Marguerite Carteret, fille de la plus noble famille de l’île. Converti au catholicisme en 1667, il se présente à l’Institut des novices jésuites de Rome en avril 1668. Il repart ensuite pour Londres fin 1668, où il aurait conspiré contre Louis XIV aux côtés d’un certain Roux de Marcilly, dénoncé et exécuté en juin 1669.
Le complice de Roux, passant pour son valet Martin, et que Marcel Pagnol identifie à son tour comme le frère jumeau de Louis XIV, est lui aussi arrêté et livré à Calais en juillet 1669, puis conduit à la prison de Pignerol sous la garde du gouverneur Saint-Mars, où il restera jusqu’en 1681. On lui attribue le nom « Eustache Dauger », le désignant comme étant un simple valet. Toujours sous la garde de Saint-Mars, il est ensuite transféré au fort d’Exilles, puis sur l’île Sainte-Marguerite en 1687, et enfin à la Bastille en 1698, où il décède en 1703 après 34 ans de captivité.
Marcel Pagnol apporte par ailleurs des éléments visant à démontrer que le prisonnier ne peut être identifié à un valet ou au comte Matthioli. Il contredit ainsi d’autres thèses d’historiens provenant selon lui de fausses informations délibérément émises par les autorités de l’époque qui, prévoyant l’examen postérieur des correspondances, auraient élaboré de fausses orientations de manière à mieux dissimuler la véritable identité du prisonnier.

## Chronologie
- 5 septembre 1638 – Naissance de Louis XIV à Saint-Germain en Laye. La Reine Anne d’Autriche met au monde secrètement un deuxième enfant, qui sera élevé à la campagne par la sage-femme dame Perronette.
- 1644 – La famille Carteret, résidant sur l’île de Jersey, adopte un enfant de 6 ans amené par dame Perronette, qui sera élevé par leur fille Marguerite. En 1657, Marguerite Carteret épouse Jean de la Cloche qui donne son nom à James.
- 1668 – James de la Cloche fait son noviciat à l’Institut jésuite de Rome, se présentant comme étant le « Prince Stuart », fils de du roi Charles II.
- Juin 1669 – Procès et exécution de Roux de Marcilly pour conspiration contre le roi Louis XIV
- Juillet 1669 – le « valet Martin », complice présumé de Roux de Marcilly, est arrêté et livré à Calais.
- 24 août 1669 – « Eustache Dauger » arrive à Pignerol où il est incarcéré sous la garde du gouverneur Saint-Mars.
- 1671 – Incarcération de Lauzun à Pignerol
- 1679 – Incarcération du comte Matthioli à Pignerol
- 1680 – Décès à Pignerol de Nicolas Fouquet, incarcéré depuis 1664. Annonce de la libération du prisonnier « Dauger » et La Rivière, valet de Fouquet
- 1681 – Saint-Mars est nommé gouverneur du fort d’Exilles dans les Alpes, où il part avec tout son état-major et sa compagnie, et seulement deux prisonniers : « Eustache Dauger » et La Rivière, valet de profession. Lauzun est libéré.
- 1687 – Saint-Mars est nommé gouverneur des îles Sainte-Marguerite et Saint-Honorat de Lérins. Il rejoint son nouveau poste avec sa compagnie franche et « Dauger », son unique prisonnier, transporté dans une chaise entièrement close. La Rivière meurt à Exilles.
- 1691 – Décès du ministre Louvois. Son fils Barbezieux lui succède.
- 1694 – La prison de Pignerol, menacée par une concentration de troupes italiennes, est évacuée. Les prisonniers (dont Matthioli) sont expédiés à Sainte-Marguerite. L’un des prisonniers décède, très probablement Matthioli d’après Marcel Pagnol.
- 1698 – Saint-Mars est nommé gouverneur de la Bastille où il arrive avec notamment son prisonnier masqué.
- 19 novembre 1703 – Décès du prisonnier masqué, enterré le 20 novembre au cimetière de Saint-Paul sous le nom Marchialy. Le major Rosarges signe l’acte de décès.

### Itinéraire du prisonnier
Pignerol (juillet 1669 - 1681), Exilles (1681-1687), île Sainte-Marguerite (1687-1698), puis La Bastille (1698-1703).

#### Dénominations et identifications
- 1638-1644 : Marcel Pagnol ne donne pas de prénom de naissance. Il n’évoque pas non plus de baptême, ni même l’appartenance à la religion protestante avant la conversion au catholicisme en 1667 (il aurait 29 ans).
- James: Sur l’île de Jersey (1644-1657), élevé par Marguerite Carteret. Marcel Pagnol ne donne pas de nom de famille antérieur à « de la Cloche ». Il ne semble pas qu’il ait porté le nom Carteret.
- James de la Cloche : Sur l’île de Jersey (1657-1668). Ce nom de famille lui est donné à la suite du mariage de Marguerite Carteret avec Jean de La Cloche.
- Le prince Stuart : Lorsqu’il se présente à l’Institut jésuite de Rome comme étant le fils de Charles II ;
- Le valet Martin : complice du conspirateur Roux de Marcilly. Il est cité dans des correspondances à la suite du procès de Roux.
- Eustache Dauger : Présenté sous ce nom par Louvois qui annonce en juillet 1669 à Saint-Mars l’arrivée du prisonnier à Pignerol, précisant que « ce n’est qu’un valet ».
- « La Tour » : Dénomination suggérée par le ministre Louvois au moment du transfert à Exilles en 1681, peu après l’annonce de la libération de « Dauger »;
- Marchialy : sur l’acte de décès du 20 novembre 1703. Il pourrait s’agir d’une déformation du nom du comte Matthioli.

### Protagonistes
- Louis XIV – Roi de France (1661-1715)
- Charles II – Roi d’Angleterre (1660-1685), cousin germain de Louis XIV
- François Michel Le Tellier, marquis de Louvois - Ministre d'État français de la Guerre (1662-1691)
- Louis-François-Marie Le Tellier de Barbezieux (fils de Louvois) - secrétaire d'État de la Guerre sous Louis XIV (1681-1701)
- Bénigne Dauvergne de Saint-Mars, dit Saint-Mars – Maréchal des logis de mousquetaires, il seconde D'Artagnan pour l’arrestation de Nicolas Fouquet en 1661. Il est ensuite nommé gouverneur de la prison d’État de Pignerol en 1664, où il commande une compagnie franche, c’est-à-dire qu’il ne reçoit d’ordres que du roi. Il fut gouverneur des prisons de Pignerol (1665-1681), Exilles (1681-1687), des îles de Lérins (1687-1698), puis de la Bastille (1698 à sa mort en 1708).
- Nicolas Fouquet, surintendant des finances (1653-1661), arrêté pour malversations en 1661, jugé coupable de péculat en 1664, puis emprisonné à Pignerol où il décède en 1680;
- Le comte Ercole Antonio Mattioli, suppléant du duc de Mantoue, emprisonné à Pignerol en 1679 après avoir négocié la vente à Louis XIV de la place forte de Casal. Il serait décédé à Sainte-Marguerite en 1694.
- Antonin Nompar de Caumont, duc de Lauzun, militaire et courtisan français, créé Lieutenant général des armées en 1670. Il fut emprisonné alors qu’il s’apprêtait à épouser Mademoiselle de Montpensier, cousine germaine de Louis XIV.
- Roux de Marcilly – Meneur et coordinateur, en 1668, d’un complot à l’échelle européenne visant à renverser le roi Louis XIV. Il fut trahi, enlevé, puis exécuté à Paris le 21 juin 1669.
- Eustache Dauger de Cavoye – frère de Louis Oger de Cavoye, grand maréchal des logis du roi Louis XIV. Il est interné vers 1668 et serait décédé en détention en 1679.

## Naissance
En 1638, lorsque Richelieu est informé par Louis XIII de la grossesse gémellaire de la Reine, il affirme que la seconde naissance devra être cachée, la coexistence de deux dauphins allant fatalement engendrer une guerre civile.
Le roi et le cardinal planifient alors l’accouchement de manière à « évacuer » la chambre de la Reine après la première naissance : les principaux personnages de la Cour assistent, selon l’usage, à la naissance du premier, qui est rapidement ondoyé, puis le roi entraîne la Cour à la chapelle du Vieux Château de Saint-Germain-en-Laye, où un Te Deum est chanté devant une quarantaine de personnes. Or d’après Marcel Pagnol, le Te Deum est normalement célébré dans une cathédrale, devant un millier de personnes de toutes classes sociales.
Pendant ce temps, la Reine met au monde le deuxième enfant, que la sage-femme dame Perronette va aussitôt cacher dans sa chambre, avant de l’emmener à la campagne, où elle l’élèvera comme le petit bâtard d’une fille de la noblesse.

## James de La Cloche
Concernant le passé du prisonnier, notamment ses jeunes années antérieures à son arrestation, Marcel Pagnol identifie le prisonnier masqué à un certain James de La Cloche, évoqué par des historiens tels que Lord Acton, Andrew Lang, Miss Carey, Mgr Barnes (en) ou Emile Laloy.

### Jeunesse sur l'île de Jersey
En 1644, la sage-femme dame Perronette, envoyée par le cardinal Mazarin en Angleterre où Henriette de France va accoucher d’Henriette d’Angleterre, emmène avec elle le jumeau pour le cacher à l’étranger. Après l’accouchement, Henriette de France envoie Perronette chez les Carteret, la plus noble famille de l’île de Jersey, dont la fille Marguerite élèvera l’enfant, présenté comme étant le fils d’une jeune noble. C’est dans cette même famille Carteret qu’Henriette de France enverra son fils (le futur Charles II) pendant la guerre civile en 1646.
En 1657, Marguerite épouse Jean de la Cloche qui donne son nom à James. Plus tard, convaincu d’être le fils du roi Charles II, James souhaite être reconnu, tels deux autres fils bâtards qui obtiennent ainsi le titre de duc. Marguerite (ou sans doute son père Sir Carteret) démarche en sa faveur auprès du roi, mais celui-ci refuse de le reconnaître.

### Jésuite à Rome
James ne se résigne pas pour autant. Sachant par les Carteret que Charles II prépare secrètement sa conversion au catholicisme, il décide de se faire ordonner prêtre catholique dans le but d’obtenir l’appui de Charles II. Il part se faire convertir au catholicisme en 1667 à Hambourg, puis se présente le 11 avril 1668 à l’Institut des novices jésuites de Rome pour y faire son noviciat sous la direction du Père Abbé Oliva, appuyant sa candidature par deux certificats le reconnaissant comme « Prince Stuart », fils du roi Charles II: l’un de Charles II lui-même, et l’autre de la reine Christine de Suède.
D’autres lettres de Charles II arrivent à L’Institut: Peu après l’arrivée de James, le Père apprend ainsi que le roi prépare sa conversion au catholicisme, et qu’il ne peut compter que sur son fils pour le convertir dès qu’il sera ordonné prêtre. Charles II promet le trône à James et une généreuse récompense aux jésuites.
Puis, lorsqu’il est annoncé à Rome la visite prochaine de Christine de Suède, le Père Oliva reçoit une lettre de Charles II dans laquelle il lui demande de ne pas parler de son fils James en tant que tel à la reine, et appelle James à Londres de toute urgence. James part alors pour Londres.
Juste avant le départ de James, que Marcel Pagnol situe vers le début de décembre 1668, le Père Oliva reçoit une reconnaissance de dettes de Charles II. Celui-ci lui demande en P.S. le versement à James de 800 livres sterling qu’il s’engage à lui rembourser. D’après Marcel Pagnol, Oliva a certainement versé cette somme à James, croyant l’authenticité des lettres et des garanties royales.
En comparant les lettres de Charles II au père Oliva avec d’autres lettres de ce même Charles II adressées à sa sœur Henriette d’Angleterre, deux experts graphologues consultés par Marcel Pagnol sont formels : les lettres adressées au père Oliva sont des faux,, faisant de James un imposteur. Marcel Pagnol l’estime cependant de bonne foi en admettant qu’il croyait sincèrement être le fils bâtard de Charles II.

### Rencontre de Charles II
Selon le même procédé de fausse lettre d’appui de Charles II, James demande une audience à Henriette d’Angleterre. Après examen d’autres correspondances entre Charles II et Henriette d’Angleterre, Marcel Pagnol conclut qu’Henriette d’Angleterre a bien reçu James, et lui remet une lettre à l’attention de Charles II, s’en remettant à ce dernier quant à l’ordination de James.
Lorsque James remet la lettre à Charles II (à Londres au début de 1669), celui-ci lui aurait révélé sa filiation, qu’il tenait certainement de sa mère Henriette de France. Apprenant ainsi qu’il aurait dû régner en lieu et place de son frère jumeau, James est envoyé par Charles II à Roux de Marcilly qui mène une conspiration contre Louis XIV.

## Conspiration Roux de Marcilly (1668-1669)
Roux de Marcilly fut meneur et coordinateur, en 1668 depuis Londres, d’un complot à l’échelle européenne contre le roi Louis XIV, dans le contexte socio-politique de persécution des protestants et de famine. La conspiration visait à renverser Louis XIV et faire basculer en République des provinces telles la Provence, le Dauphiné et le Languedoc, soutenus en cela militairement par la Suisse, l’Espagne et les Provinces unies (actuels Pays-Bas). Roux fut trahi, dénoncé en mai 1668, enlevé illégalement en Suisse et fait prisonnier. Condamné à mort, il sera roué vif à Paris le 21 juin 1669.
Marcel Pagnol retrace, à travers diverses correspondances et les interprétations qu’il en fait, la chronologie de l’arrestation du complice qui deviendra le fameux prisonnier au Masque de fer. On l’aurait fait passer pour « Martin », le valet de Roux de Marcilly, afin de cacher sa véritable identité.

### Dénonciation et condamnation
À Londres, au début de mai 1668, Sir Samuel Morland, diplomate et ancien parlementaire, gagne la confiance de Roux de Marcilly. Ce Morland dénonce le « conspirateur » auprès d'Henri de Massué de Ruvigny, ambassadeur extraordinaire de France à Londres. Celui-ci, d’abord sceptique, organisa un dîner en l’honneur de Roux pour l’entendre : Pendant le repas, Morland posa à Roux toute une série de questions préparées par Henri de Massué de Ruvigny, qui, caché dans un cabinet, nota les réponses de Roux.
Henri de Massué de Ruvigny envoie aussitôt au roi Louis XIV un rapport détaillé sous forme d’une longue lettre dans laquelle il dénonce Roux, ses complicités, contacts et démarches en cours. Dans son essai, Marcel Pagnol reproduit in extenso la lettre de l’ambassadeur Henri de Massué de Ruvigny à Louis XIV dénonçant le conspirateur et ses complices, retrouvée dans les archives des Affaires étrangères.
- Lettre du marquis de Ruvigny à Louis XIV (1668) (Wikisource)

Cette lettre donne cependant peu d’informations quant à l’identité de Roux de Marcilly et ses fonctions à Londres, évoquant brièvement un passé militaire. De Ruvigny dénonce également un certain complice nommé Balthazar basé à Genève, il cite le marquis de Castel Rodrigo en Espagne, le Roi d’Angleterre Charles II (cousin germain de Louis XIV) et son frère le duc d’York comme étant bien au fait du complot et en relation avec Roux de Marcilly.
En dépit de longs entretiens avec le duc d’York et le secrétaire d’État Md Arlington, Roux se dit déçu du manque de coopération de l’Angleterre, réticente à des premières attaques contre le royaume de France. Il se montre en revanche bien plus confiant quant à un soutien massif de l’Espagne et la Suisse.
D’après Marcel Pagnol, le plan de Roux avait de très sérieuses chances de réussite, dans le contexte socio-politique de persécution des protestants et de famine.
Roux se réfugie alors en Suisse auprès de son ami Balthazar fin février 1669. Au mépris de la souveraineté suisse, Louis XIV le fit enlever. Le 19 mai 1669 (soit quasiment 1 an après l’envoi de la lettre le dénonçant), Roux est fait prisonnier et conduit à la Bastille où le ministre des affaires étrangères Mgr de Lionne l’interroge sous la torture. Louis XIV fait expédier le procès en deux jours : Roux de Marcilly sera roué vif en place publique à Paris le 21 juin 1669. Au moment de son exécution, Roux aurait été bâillonné.

### Le valet Martin
Des recherches actives se poursuivent dans les jours qui suivent la disparition de Roux de Marcilly, très probablement à la suite d'aveux et révélations obtenus par la torture de ce dernier.
Le 12 juin 1669, alors que la conspiration est déjà avérée et que tout est réuni pour condamner Roux, Lionne informe Colbert qu’un certain « Martin », valet de Roux, est très vivement attendu en France par le Roi.
Dans une lettre du 1er juillet 1669, Colbert, qui n’est pas parvenu à inciter Martin à se rendre à Paris, propose à Lionne « de s’adresser au roi d’Angleterre pour obtenir qu’il laisse arrêter et emmener à Calais cet homme [un certain complice nommé Veyras] […] et […] Martin, le valet de Roux », ce que le roi Charles II ne pouvait refuser, du fait que Roux agissait depuis Londres.
À la suite de cette lettre de Colbert, Charles II écrit à sa sœur Henriette d’Angleterre une lettre qu’il ne confie pas à ses courriers ordinaires, et qui disparaîtra dans des circonstances troublantes (voir section « Ceux qui en sont morts »). D’après Marcel Pagnol, c’est par cette lettre que le roi Charles II charge sa sœur Henriette d’annoncer à Louis XIV l’arrestation du « valet Martin », qui sera livré à Calais tel que proposé par l’ambassadeur Colbert de Croissy.
Or le 13 juillet, Lionne informe Croissy qu’« après l’exécution de Roux il n’est plus nécessaire de faire venir Martin en France ». D’après Marcel Pagnol, cette volte-face du ministre, survenant 22 jours après l’exécution de Roux, signifie en réalité que « Martin » a été arrêté, et laisse croire à l’hypothèse selon laquelle l’ordre du roi d’enlever Martin a été confié à un envoyé spécial, à l’insu de l’ambassadeur. Marcel Pagnol situe donc l’arrivée de « Martin » (arrêté en Angleterre) à Calais entre le 6 et le 12 juillet 1669.
Marcel Pagnol signale par ailleurs l’existence d’un véritable valet nommé Martin au service de Roux : Il est retrouvé à Londres au moment de la traque de Roux, et dit ne rien savoir du complot mené par son ancien maître.
Marcel Pagnol conclut la première partie de son enquête sur l’hypothèse selon laquelle « Roux […] a avoué sous la torture que le chef de la conspiration est le frère jumeau de Louis XIV, qui aurait dû régner à sa place, et que ce prince dépouillé de ses droits passe pour son valet Martin. »

### Charles II
Il semblerait donc que le rôle du roi d’Angleterre Charles II dans la conspiration ne se limitait pas à n’en rien révéler à son cousin germain Louis XIV. Il aurait accordé deux audiences à Roux de Marcilly, et des provinces françaises étaient promises à l’Angleterre en cas de chute de Louis XIV.
Cela étant, il ressort également de la lettre du marquis de Ruvigny que Roux regrette le manque de coopération de l’Angleterre, ce que Marcel Pagnol explique du fait notamment d’une forte pension servie en secret par Louis XIV à Charles II. Charles II aurait donc suivi ce que Marcel Pagnol qualifie de « politique ordinaire de wait and see », attendant que L’Espagne et la Suisse engagent les premières hostilités avant de se lancer dans la bataille en position favorable. Attaquées sur plusieurs fronts, les forces françaises auraient très certainement été débordées.
De plus c’est Charles II qui aurait établi le contact entre Roux et « Martin », alors identifié à James de la Cloche rencontré au début de 1669. Apprenant ainsi sa véritable identité, James est envoyé par Charles II à Roux de Marcilly qui organise une conspiration contre Louis XIV (cf. chapitre précédent).

### Le «valet Martin» devient «Eustache Dauger»
Dans une lettre du 26 juillet 1669, le ministre Louvois ordonne au capitaine de Vauroy, major de la citadelle de Dunkerque, de conduire un certain « Eustache Dauger » à la prison de Pignerol. Marcel Pagnol identifie ce prisonnier au complice de Roux précédemment appelé « Martin », et qui sera plus tard le fameux prisonnier au Masque de fer. Il s’agit bien évidemment d’un faux nom dans le but de masquer la véritable identité du prisonnier. Un authentique Eustache Dauger a par ailleurs réellement existé, tel Martin le valet de Roux de Marcilly.
À la suite de la lettre de Louvois que le capitaine de Vauroy reçoit le 3 août, le prisonnier « Dauger » arrive à Pignerol le 24 août, emmené par le capitaine de Vauroy. Marcel Pagnol s’interroge quant à ce délai de plus de vingt jours, dû soit à l’état de santé du prisonnier accablé par son arrestation, soit à la tenue d’interrogatoires.
Marcel Pagnol émet alors l’hypothèse selon laquelle le roi, par l’intermédiaire de Louvois, a proposé un accord au prisonnier : « le roi lui fait grâce de sa vie, à condition qu’il s’engage solennellement à garder un silence définitif ; mais dans l’intérêt de l’État, Sa Majesté est forcée de le priver de sa liberté. » Marcel Pagnol estime cependant une rencontre directe avec Louis XIV « peu probable ».

## Eustache Dauger
Marcel Pagnol recense 13 « conditions » qui caractérisent le prisonnier « Eustache Dauger », et permettent d’établir la correspondance avec les informations dont il dispose sur James de la Cloche.

### Eustache Dauger de Cavoye
Eustache Dauger de Cavoye est le frère de Louis Oger de Cavoye, fait grand maréchal des logis du roi Louis XIV en 1677. À la suite de mauvaises conduites (dont l’homicide d’un page de 15 ans), il est chassé de l’armée puis interné à St-Lazare à la demande de son frère Louis. Dans un courrier du 23 janvier 1678 où il implore sa sœur de lui venir en aide, il se dit « détenu depuis plus de dix ans » et mourant. Le père d'Eustache et de Louis serait François Dauger de Cavoye, mousquetaire.
Marcel Pagnol en déduit qu’en juillet 1669, le roi Louis XIV et Louvois, sachant Eustache Dauger de Cavoye interné depuis un an environ, donnèrent son nom (en le tronquant) à l’homme alors arrêté et livré à Calais, qui fut le prisonnier au masque de fer.
Marcel Pagnol déclare Eustache Dauger de Cavoye décédé en détention en 1679, sans cependant citer de document en attestant.

### Transfert à Pignerol

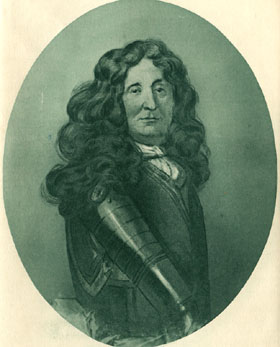
Bénigne Dauvergne de Saint-Mars, gouverneur de la prison de Pignerol (1665-1681).

Parmi les documents dont dispose Marcel Pagnol, Le nom d’Eustache Dauger apparaît pour la première fois dans la lettre de Louvois du 19 juillet 1669 (soit au lendemain de l’arrestation du valet « Martin ») annonçant au gouverneur Saint-Mars l’arrivée prochaine du prisonnier à Pignerol en précisant que « ce n’est qu’un valet ». Après « Martin », la véritable identité du prisonnier est dissimulée sous un autre nom, mais il est toujours assimilé à un valet. On ne saurait d’autre part assimiler le véritable Eustache Dauger à un valet.
Ensuite, dans son courrier du 26 juillet 1669, Louvois ordonne au capitaine de Vauroy, major de la citadelle de Dunkerque, de conduire le prisonnier « Dauger » à Pignerol. Le contenu du courrier (et les « feuilles volantes » explicatives qui l’auraient accompagné, une pratique courante à l’époque), laisse croire que Louvois ordonne également à Vauroy de ne pas informer son supérieur militaire le comte d’Estrades de l’objet de sa mission, en prétextant faussement la reconduite de déserteurs espagnols. Le ministre Louvois s’adresse lui-même à d’Estrades, lui demandant de donner congé à Vauroy sans préciser l’objet des « affaires » en question.
Or le comte d’Estrades, alors chargé de la place forte maritime la plus importante du Royaume en sa qualité de gouverneur de Dunkerque, qui a toute la confiance du roi et de Louvois, aurait très certainement été informé de la mission de Vauroy si elle n’avait concerné qu’un simple valet.
À la suite du décès en 1674 de Champagne, l’un des deux valets de Nicolas Fouquet, Dauger est officiellement fait valet de Fouquet. Puis à la suite du décès de Fouquet en 1680, Louvois ordonne l’enfermement de Dauger et La Rivière, tout en annonçant leur libération.
Lorsque le prisonnier masqué arrive à la Bastille, « Eustache Dauger » est donc officiellement libéré. Du Junca, « lieutenant de roi » de la Bastille, note au soir du 18 septembre 1698 l’arrivée d’ « un ancien prisonnier qu’il [Saint-Mars] av[ait] à Pignerol lequel il fait tenir toujours masqué, dont le nom ne se dit pas […] ». Marcel Pagnol en conclut qu’après l’annonce de la libération de « Dauger », Saint-Mars ne fait usage d’aucun faux nom ou pseudonyme.

### La correspondance
Marcel Pagnol s’appuie sur ce qu’il a retrouvé de la correspondance entre Saint-Mars et le ministre de la Guerre sous Louis XIV (en l’occurrence Louvois jusqu’en 1691 puis son fils Barbezieux) de juillet 1669 (date de l’emprisonnement à Pignerol) à 1698 (date du transfert à la Bastille).
Saint-Mars aurait envoyé des rapports hebdomadaires sur la prison d’État au ministre qui lui répondait systématiquement pour donner ses instructions. De cette correspondance abondante, Marcel Pagnol dispose principalement des réponses du ministre, recueillies par le dépôt de la Guerre et les Archives nationales.[réf. nécessaire] En revanche, les lettres de Saint-Mars envoyées à Paris (ou Versailles) auraient subi une expurge caractérisée.
La thèse de Marcel Pagnol se base sur l’interprétation qu’il fait de cette correspondance, dans laquelle il perçoit des mensonges concertés entre le ministre et Saint-Mars, de manière à élaborer, prévoyant l’égarement éventuel des lettres ou leur examen postérieur, une « version officielle » quant à l’identité du prisonnier, plutôt que de se livrer à une destruction systématique des documents, qui aurait sans doute suscité davantage de curiosité et de suspicion.
La version officielle du « valet » est entretenue dans les correspondances jusqu’à la fausse annonce de la libération du prisonnier « Eustache Dauger ».

## Conditions et coût de détention
Le prisonnier a passé 34 ans en captivité dans 4 prisons différentes (Pignerol, Exilles, l’île Sainte-Marguerite puis La Bastille), sous la garde du même état-major, en l’occurrence Saint-Mars et ses lieutenants. Même le porte-clefs (Antoine Rù) le suit tout au long de sa captivité.
La question financière est l’un des principaux éléments avancés par Marcel Pagnol démontrant selon lui l’importance du prisonnier masqué, réfutant ainsi les thèses l'identifiant à un simple valet : Marcel Pagnol estime le coût des 34 ans de captivité à au moins 5 milliards de Francs, au cours des 34 années de détention, sachant qu’il estime celles de Fouquet (16 ans) et Lauzun (10 ans) à 1 milliard.
Marcel Pagnol souligne ainsi les « égards » dont bénéficie le prisonnier, témoignant de son importance : 3 cachots spécialement construits pour lui, une très généreuse pension alimentaire, un certain luxe et une attention très particulière, comme la mise à disposition permanente d’un médecin. Il lui était apparemment accordé tout ce qu’il demandait.

### Pignerol
Pignerol est une petite ville située au flanc des Alpes dans l’actuel Piémont. C’est surtout une citadelle et un donjon. Le tout, entouré d’importantes fortifications, formait une puissante forteresse, d’où une attaque française pouvait fort aisément pénétrer en Italie. Le donjon était une prison d’État, dépendant du ministre de la Guerre, presque aussi célèbre que la Bastille, mais d’une réputation encore plus effrayante.
La prison abritait la compagnie franche de Saint-Mars, composée de 66 hommes et de plusieurs officiers, mais elle ne disposait que de 5 ou 6 cachots dans le donjon, où l’on ne logeait que les prisonniers d’État.
Les lieutenants de Saint-Mars sont Guillaume de Formanoir (son neveu) et Blainvilliers (son cousin germain). Louis de Formanoir, son second neveu, sert dans les cadets de la compagnie franche. De Rosarges est le major de la prison, adjoint du gouverneur, et le porte-clefs est Antoine Rû. Il y a aussi dans la prison des valets de profession.
Les prisonniers à Pignerol sous la garde de Saint-Mars : Nicolas Fouquet (1664), « Eustache Dauger » (1669), Lauzun (1671), Un moine jacobin (1674), Dubreuil (1676), Le comte Matthioli (1679).

#### «Ce n’est qu’un valet»
Dans sa lettre à Saint-Mars du 19 juillet 1669 annonçant l’arrivée de Dauger à Pignerol, Louvois dresse des directives quant aux conditions de détention et traitement qui lui sont attribuées. En évoquant le mobilier à fournir, il précise que « ce n’est qu’un valet ». Marcel Pagnol estime cette précision contradictoire vis-à-vis du contenu de la lettre et des directives révélant une personnalité ô combien importante :
- La captivité de ce prisonnier est secrète et ne doit être révélée à quiconque. Saint-Mars doit le menacer de mort au cas où il parle « d’autre chose que de ses nécessités ».
- Le ministre demande la construction d’une véritable chambre forte (pas un cachot souterrain), alors que des cachots sont disponibles à Pignerol. Il sollicite pour cela Poupart, colonel du Génie et collaborateur direct de Vauban.
- Il ordonne à Saint-Mars l’achat de meubles, alors que d’après Marcel Pagnol, celui-ci dispose déjà largement de quoi meubler le cachot d’un simple valet.
- Louvois laisse entendre que le captif n’entre pas dans les tarifs-repas d’un soldat ou d’un officier, mais qu’il fera rembourser « ce que vous [Saint-Mars] désirerez », et demande à Saint-Mars de lui porter lui-même ses repas.

Marcel Pagnol conclut l’analyse de la lettre de Louvois en soulignant que si un valet avait su un dangereux secret, on n’eut pas prolongé sa captivité pendant trente-quatre ans, en lui accordant des conditions de détention aussi coûteuses. Il compare au passage certaines conditions de détention à celles d’autres prisonniers tels Fouquet, Lauzun ou Matthioli, qui n’avaient pas joui de l’aménagement d’un cachot neuf. De plus la captivité de prisonniers tels Fouquet ou Lauzun n’est pas restée secrète aussi longtemps.
L’identification de l’homme au masque de fer à ce valet Dauger est par ailleurs défendue par l’écrivain américain Julian Hawthorne, qui n'assimile cependant pas Dauger au frère jumeau de Louis XIV.

#### «Valet» de Fouquet
Au début de 1675, à la suite des demandes récurrentes de Saint-Mars proposant le prisonnier « Dauger » comme valet de Lauzun puis de Fouquet, Louvois l'autorise à affecter Dauger au service de Fouquet (qui bénéficie déjà des services du valet La Rivière), mais lui interdit formellement de le donner à Lauzun.
Dauger est alors officiellement fait valet de Fouquet, ce qui alimente la version officielle « ce n’est qu’un valet ». Louvois continue par ailleurs d’exprimer une vive inquiétude et remet en garde Saint-Mars quant à toute rencontre entre Dauger et Lauzun, lorsque Fouquet est autorisé à rencontrer Lauzun au début de 1679.
D’après Marcel Pagnol, Saint-Mars se serait en réalité pris de pitié pour le prisonnier confiné dans sa solitude, et dont l’état de santé se dégradait. Saint-Mars, malgré l’ordre de Louvois de le menacer de mort s’il tentait de lui parler, aurait écouté son histoire et lui aurait accordé sa confiance quant à son silence vis-à-vis de Fouquet. Marcel Pagnol va jusqu’à émettre l’hypothèse que c’est le prisonnier qui aurait suggéré à Saint-Mars de démarcher ainsi auprès de Louvois.
Puis, à la suite du décès de Fouquet en 1680, Louvois ordonne à Saint-Mars l’enfermement de Dauger et La Rivière en les privant de toute communication avec quiconque, tout en annonçant leur libération, notamment à Lauzun. Cette annonce mensongère de la libération de Dauger confirme la version « ce n’est qu’un valet », dans la mesure où il serait libéré au lendemain du décès de son maître.
C’est alors que d’après Marcel Pagnol, La Rivière devient le valet de « Dauger ». Se voyant ainsi condamné à la détention perpétuelle au côté de « Dauger » sans aucune forme d’accusation ni jugement, décède à Exilles le 4 janvier 1687.

#### Santé du prisonnier
Le prisonnier aura toute sa vie un médecin à sa disposition : Louvois autorise Saint-Mars à en appeler un si besoin sans autorisation préalable.
Les correspondances entre Louvois et Saint-Mars dans les premiers mois de captivité témoignent d’un suivi continuel et scrupuleux de l’état de santé du prisonnier (sérieusement malade en septembre 1669), rappelant à Marcel Pagnol une vieille tradition selon laquelle « lorsqu’un jumeau est malade, l’autre ne tarde pas à dépérir ».
Marcel Pagnol établit d’ailleurs une analogie entre les comportements sanitaires de « Dauger » et Louis XIV, en l’occurrence une santé fébrile et diverses maladies chroniques. Il s’appuie pour cela sur d’une part sur des rapports de Saint-Mars à Louvois, et d’autre part sur des extraits de L’Éducation des Princes, de Henri Druon.

### Exilles
À la suite du décès en 1681 du duc de Lesdiguières, gouverneur d’Exilles, Louis XIV en affecte la succession à Saint-Mars, ce dernier ayant manifesté, dans une lettre à Louvois, une « extrême répugnance [au] commandement de la citadelle de Pignerol ». Ainsi en octobre 1681, Saint-Mars, ses prisonniers et sa compagnie de 45 hommes, quittent Pignerol pour Exilles.

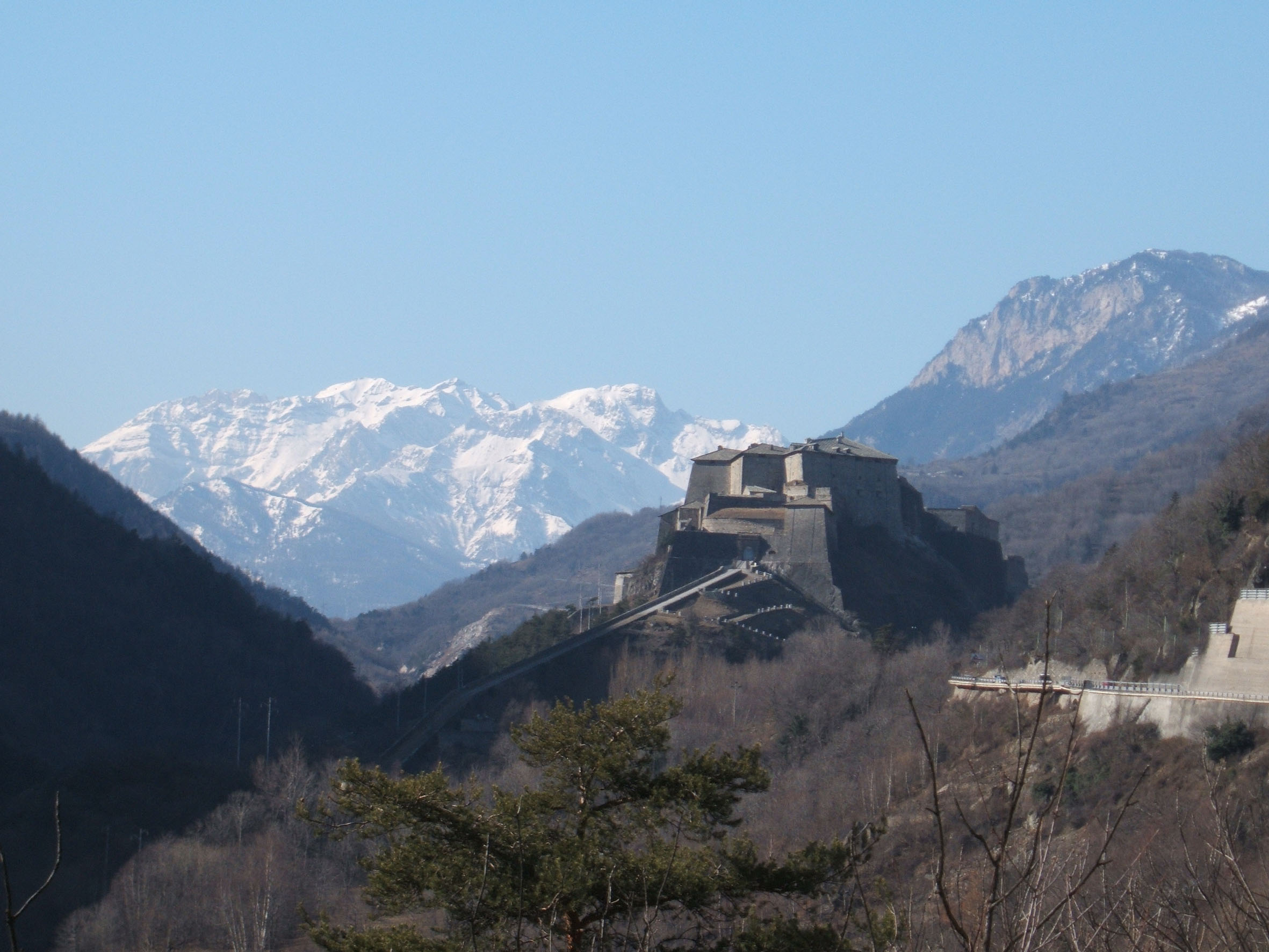
Le fort d'Exilles

Marcel Pagnol cite des correspondances relatives au transfert à Exilles entre Louvois et Saint-Mars, ainsi que du Chaunoy, alors commissaire des guerres chargé des approvisionnements et bâtiments de l’armée. Dans ses lettres, Louvois transmet explicitement l’ordre de Sa Majesté de transférer avec Saint-Mars deux prisonniers de Pignerol qualifiés comme étant « assez de conséquence », sans citer leurs noms, les appelant les « deux prisonniers de la tour d’en bas ». Marcel Pagnol identifie formellement ces deux prisonniers comme étant « Dauger » et le valet La Rivière, malgré l’annonce de leur libération faite au lendemain du décès de Fouquet.
Ainsi Saint-Mars n’emmène avec lui que deux prisonniers : Dauger et La Rivière. Matthioli et les autres restent à Pignerol. Marcel Pagnol relève également, dans les correspondances entre Louvois (puis Barbezieux) et Saint-Mars, ce qu’il qualifie de machination en établissant une double fausse piste quant à l’identité du prisonnier : d’une part la version officielle « ce n’est qu’un valet », comme lorsque des dépenses dérisoires sont mentionnées; d’autre part de fausses informations quant à un transfert de Matthioli avec Saint-Mars à Exilles, qui alimentent la thèse répandue faisant de Matthioli le prisonnier qui sera plus tard masqué à Sainte-Marguerite puis à la Bastille.
Marcel Pagnol insiste à nouveau sur la question financière, en l’occurrence les moyens mis en œuvre dans le transfert de « Dauger » et du valet La Rivière et leurs conditions de détention, le tout tenu à un véritable secret d’État: 
- Le transfert à Exilles se fait de nuit, de manière clandestine dans la mesure où Saint-Mars n’en informe pas le gouverneur D’Harleville. Les prisonniers sont transportés au moyen d’une litière[46];
- Le fort d’Exilles n’est pas une prison. « Dauger » et La Rivière ne figurent donc sur aucun registre pénitentiaire.
- Le cachot spécialement construit à Pignerol pour le prisonnier « Dauger » est reproduit à Exilles, à un coût que Marcel Pagnol estime à 18 millions de Francs[47].
- La pension mensuelle du prisonnier et son valet s’élève à 360 livres[48], ce qui représente à l’époque 7 bœufs ou encore 1400 poulets. De plus Saint-Mars bénéficie pour le prisonnier d’un crédit supplémentaire dont il ne donne pas le détail.

### Sainte-Marguerite
En janvier 1687, Louis XIV accorde le gouvernement des îles de Lérins à Saint-Mars, lui qui se plaignait de la dureté du climat montagnard et serait tombé malade. Ainsi le 17 avril, Saint-Mars, accompagné de sa compagnie franche et de « Dauger », son unique prisonnier à la suite du récent décès de La Rivière, quitte Exilles pour Sainte-Marguerite où il arrive le 30 avril.

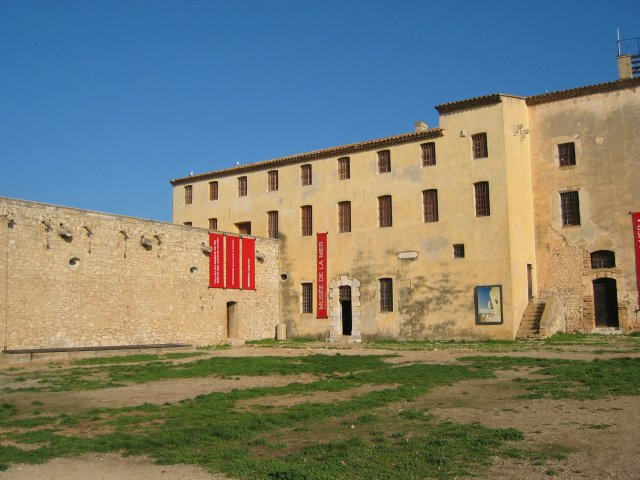
Prison du masque de fer sur l'île Sainte-Marguerite

Les prisonniers sur l'île Saint-Marguerite sous la garde de Saint-Mars sont : « Dauger », un certain chevalier de Chézut, 5 ou 6 pasteurs protestants, puis Matthioli (1694).
Citant d’autres correspondances entre Louvois et Saint-Mars, Marcel Pagnol relève à nouveau le coût considérable du transfert et des conditions de détentions à Sainte-Marguerite, reconduisant les conditions d’Exilles :
- Le transfert du prisonnier d’Exilles aux îles se fait au moyen d’une litière de toile cirée dans laquelle il est enfermé à l’abri de regards indiscrets, pour laquelle 8 porteurs italiens venant de Turin sont mobilisés. Il est choisi des porteurs non francophones de manière à empêcher toute communication avec le prisonnier au cours du trajet ;
- Saint-Mars fait à nouveau construire un cachot spécialement pour Dauger[49], alors que la forteresse de Sainte-Marguerite est une prison importante comptant déjà une dizaine de cachots ; La correspondance entre Louvois et Saint-Mars témoigne d’un crédit total de 7 200 livres, soit plus de 21 millions d’anciens francs[50].
- Saint-Mars venait porter lui-même les repas au prisonnier, accompagné de deux officiers[51], d’un sergent et un porte-clefs, ce qui ne saurait être de rigueur dans le cas d’un simple valet.
- Tout le linge du prisonnier est changé deux fois par semaine. Or dans les prisons, les draps étaient changés toutes les 3 semaines en été et tous les mois l’hiver[52].

#### Un aveu de Saint-Mars
Marcel Pagnol cite une note de Saint-Mars à Louvois du 8 janvier 1688, par laquelle il annonce un mémoire de dépenses relatives au prisonnier, en précisant qu’il ne détaille pas « pour que personne par qui il passe [ne] puisse pénétrer autre chose que ce qu’ils croyent. » Marcel Pagnol en déduit que :
- Saint-Mars est autorisé à faire pour ce prisonnier diverses dépenses, non comprises dans la pension régulière, et remboursées par le ministre;
- Les personnes « par qui [le mémoire] passe », qui sont les comptables et secrétaires de Louvois, ne connaissent pas l’identité du prisonnier et doivent croire à une version officielle ;
- Le détail de la nature des dépenses de Saint-Mars seraient des informations révélatrices quant à l’identité du prisonnier.

Marcel Pagnol en conclut que Saint-Mars, en dissimulant ainsi ce qui révèlerait l’importance du prisonnier, trahit l’établissement de la « fable officielle » : « ce n’est qu’un valet ».

### Bastille
En mai 1698, le ministre Barbezieux offre à Saint-Mars le gouvernement de la Bastille, pour un salaire total, en comptant les appointements et les profits sur la nourriture et l’ameublement des prisonniers, de 40 000 livres par an, soit plus des 100 millions de Francs 1875 (environ 1 million cent mille euros de 2021).
Après plusieurs mois d’hésitation, Saint-Mars accepte et quitte la côte d’Azur pour la première prison de France. Marcel Pagnol souligne le fait que son équipe le suit à Paris : Rosarges qui est promu major de la Bastille, Guillaume de Formanoir administrateur de la grande prison (il partage ces fonctions avec l’abbé Giraud), ainsi que le modeste porte-clefs Antoine Rù, alors que de nombreux porte-clefs exercent à la Bastille.
Le prisonnier aurait été logé dans une chambre voisine des appartements du gouverneur.

## Crainte d'une attaque

### Voyage de Louvois (à Pignerol)
Le samedi 3 août 1670, Louvois se rend à Pignerol, accompagné de Vauban, son adjoint Mesgrigny, et le médecin Antoine Vallot. Marcel Pagnol souligne le caractère urgent de ce déplacement ministériel, initialement programmé au 20 septembre, avancé au 15 août, pour finalement se faire le 8 août (soit un trajet Paris-Briançon en 5 jours et 5 nuits en malle-poste), dans le contexte européen délicat du traité de Douvres.
À son retour à Paris, le 27 août, il procède, sur ordre du roi, au renouvellement intégral de la garnison de Pignerol, soit le régiment, les officiers (dont Marcel Pagnol estime le nombre entre 30 et 40), et 3 gouverneurs remplacés : de La Bretonnière, gouverneur de la ville; de St-Jacques, gouverneur de la Citadelle, ainsi que le commandant du fort de la Pérouse.
Marcel Pagnol en déduit que ce déplacement consiste en une véritable enquête de la situation socio-politique à Pignerol, de longs entretiens avec le prisonnier, ainsi qu’une visite à l’ambassadeur de Turin le dimanche 10 août. Quant à Vauban, sa mission consiste en l’aménagement d’une véritable chambre forte pour le prisonnier, les travaux ne se terminant qu’en mai de l’année suivante.
Marcel Pagnol en conclut que Louis XIV a découvert dans les lettres de Charles II à sa sœur Henriette des informations importantes sur la conspiration Roux de Marcilly : Des protestants avaient peut-être des complicités dans la garnison, et préparaient l’évasion du prisonnier. Louis XIV envoie alors Louvois interroger le prisonnier, et procède au renouvellement intégral des troupes sur place.

### Isolement et surveillance
Dès l’arrivée du prisonnier à Pignerol, Marcel Pagnol évoque une garnison de forteresse « en état d’alerte », relevant les craintes de Louvois et Louis XIV de représailles suisses, Roux ayant été arrêté en violation des frontières. Il s’agirait de préventions quant à une attaque de complices pouvant tenter de délivrer le prisonnier, et ce jusqu’à son transfert à la Bastille :
- À Pignerol : Saint-Mars, qui dispose d’une compagnie de 70 hommes, est autorisé par le roi à réquisitionner de Pienne et sa garnison[55], soit 600 hommes et leurs officiers. Dans ses lettres à Saint-Mars, le ministre Louvois insiste sur le fait que le prisonnier ne doit parler à personne; Le transfert à Exilles se fait de nuit. Les prisonniers sont transportés au moyen d’une litière fermée[46], entourée de « toute une compagnie d’hommes d’armes ».
- À Exilles : deux sentinelles montent la garde[56]. Marcel Pagnol relève les supports potentiels de messages dénoncés par Saint-Mars dans une lettre à Barbezieux, comme des bougies « truquées ». D’après Marcel Pagnol c’est à la suite de tels messages que le prisonnier fut transféré à Sainte-Marguerite.
- À Sainte-Marguerite : des sentinelles surveillent la mer et ont ordre de tirer sur les bateaux qui s’approcheraient de la côte. En 1695, Cannes est placé en état de Défense, sollicitant l’Arsenal de Toulon. Cette menace explique sans doute le transfert du prisonnier à la Bastille.
- Le transfert à la Bastille : Le roi ne donne pas suite à la demande de Saint-Mars quant à des logements « sûrs » sur la route de la Bastille. Il préfère un voyage plus anonyme, plutôt que d’alerter les localités sur les différentes étapes de la route. Lorsque Saint-Mars et le prisonnier font étape sur la terre du Palteau, Saint-Mars déjeune avec le prisonnier armé de deux pistolets, ce qui paraît excessif s’il ne s’agissait que de se défendre d’une révolte du prisonnier.

## Le masque
Tout au long de son enquête, Marcel Pagnol fait référence au prisonnier masqué en évoquant « le Masque ». Le masque même est explicitement évoqué dans plusieurs témoignages relatifs à l’emprisonnement à Sainte-Marguerite puis à la Bastille. À Pignerol, Marcel Pagnol démontre à quel point Louvois redoutait une rencontre avec Lauzun qui l’aurait sans doute reconnu, ce qui laisse entendre que le prisonnier ne portait pas de masque à Pignerol.
Dans Le Siècle de Louis XIV (1751), Voltaire mentionne, au cours de l’emprisonnement sur l’île Sainte-Marguerite, « un masque dont la mentonnière avait des ressorts d’acier, qui lui laissaient la liberté de manger avec le masque sur son visage. » Il évoque également le port du masque à la Bastille, y compris lors des examens médicaux.
Dans le témoignage de Blainvilliers (lieutenant et cousin de Saint-Mars), rapporté par son petit cousin Formanoir du Palteau, un « masque noir » est également évoqué au cours du transfert de Sainte-Marguerite à la Bastille.
Marcel Pagnol retrouve ce masque noir dans des témoignages provenant de la Bastille : Le lieutenant Du Junca, dans ses registres rapportant l’arrivée du prisonnier à la Bastille, ainsi qu’un certain prisonnier Linguet, évoquent respectivement « un masque de velours noir », « de velours et non de fer ».
Ainsi Le masque de fer, tel que représenté dans le film The Man in the Iron Mask de Randall Wallace (1998), ne serait qu’une légende, une « extension dramatique » dont « la mentonnière [à] ressorts d’acier » serait à l’origine.
Marcel Pagnol voit en cette mentonnière une précaution prise afin de masquer une fossette caractéristique.
À Sainte-Marguerite, sans doute du fait du décès du valet La Rivière, « Dauger » est autorisé à se promener dans l’île. Cependant, la forteresse de Sainte-Marguerite, contrairement à celle d’Exilles, est une véritable prison, où Dauger est susceptible de croiser d’autres prisonniers. On lui impose le port d’un masque, auquel Marcel Pagnol ne fait pas référence au cours des précédents emprisonnements à Pignerol puis Exilles.
Certains prisonniers à la Bastille, notamment des jeunes nobles, demandaient l’autorisation de porter un masque, de manière à ne pas être reconnus par leurs gardiens ou codétenus après leur emprisonnement. Marcel Pagnol reste formel quant au fait que le masque ait été imposé au prisonnier.

## Acte de décès et sépulture
Marcel Pagnol reproduit le texte de l’acte de décès, dans lequel est inscrit le nom Marchialy, dont le père Griffet nie l'authenticité.
Quant à la sépulture, Marcel Pagnol évoque une rumeur selon laquelle des drogues ont été introduites dans le cercueil du prisonnier pour consumer le corps, ce qu’il ne croit pas. Il donne davantage de crédit à d’autres rumeurs disant que lorsque la tombe fut ouverte, on n’y trouva point de cercueil, et émet l’hypothèse selon laquelle le prisonnier reposerait sous un faux nom dans un couvent ou une chapelle royale, estimant que Louis XIV, par respect du « sang bleu » des Princes, n’aurait sans doute pas fait enterrer son frère dans un cimetière commun après un régime carcéral si privilégié.

## Ceux qui savaient

### Ceux qui en ont vécu
- Saint-Mars et ses lieutenants (son cousin Blainvilliers, et ses deux neveux Formanoir): Marcel Pagnol considère que ce n’est qu’à leur inviolable discrétion qu’ils doivent leur fortune estimée à 5 milliards de Francs 1960, dont les trois terres seigneuriales dont la propriété les anoblit[37]. Quant au major Rosarges et au porte-clefs Antoine Rù, leur nomination à la Bastille fut un remarquable couronnement de carrière.
- L’Abbé Giraud – confesseur du prisonnier, nommé co-administrateur de la Bastille
- Mme de Cavoye – mère de Louis et Eustache Dauger de Cavoye: Le roi lui aurait accordé une pension de 6 000 livres soit 18 millions de francs 1960[36], et le marquisat de son fils Louis.
- Charles II – Louis XIV (son cousin germain) lui aurait longuement versé secrètement une pension importante sans raison apparente[20].
- Le Père Lachaise – confesseur de Louis XIV. Marcel Pagnol le soupçonne d’avoir incité Louis XIV à révoquer l’Edit de Nantes, dans la mesure où, sur son lit de mort, il en rejette la responsabilité sur l’Église, en l’occurrence les deux cardinaux venus à son chevet. Ayant été averti qu’il devrait répondre devant Dieu de la captivité de son frère, la Révocation lui aurait été suggérée, jugée utile pour sa religion en raison du complot des protestants en 1669.

### Ceux qui en sont morts
- Henriette de France, reine d’Angleterre et sœur de Louis XIII. C’est elle qui aurait envoyé la sage-femme dame Perronette à Jersey pour confier le jumeau à la famille Carteret. Elle fut empoisonnée en septembre 1669, peu après le procès de Roux de Marcilly et sans doute les aveux du « faux Dauger » en juillet. Marcel Pagnol détaille le récit de sa mort par son historiographe Cotolendi : Elle mourut dans son sommeil après que Vallot, le médecin du roi, l’eût incitée malgré ses réticences à prendre des grains d’opium.
- Henriette d’Angleterre – sœur de Charles II. Elle aurait appris l’arrestation du « valet Martin », complice de Roux de Marcilly, par une lettre de Charles II qui l’aurait de plus chargée d’annoncer la nouvelle à Louis XIV. Elle décède brutalement Le 30 juin 1670 au lendemain du traité de Douvres, qu’elle négocie secrètement auprès de Charles II à la demande de Louis XIV. Le médecin Vallot, qui a donné les derniers soins, et conclut à une mort naturelle après avoir fait l’autopsie, est fortement soupçonné de l’avoir empoisonnée, selon les propres déclarations de la princesse entendues par l’ambassadeur Montaigu dans ses dernières souffrances[61]. Le roi Charles II demande alors à Louis XIV toutes les lettres qu’il avait écrites à sa sœur. Or la correspondance publiée s’arrête au 24 juin 1669. Marcel Pagnol en déduit que Louis XIV a procédé à une destruction systématique de toutes les lettres postérieures à l’exécution de Roux de Marcilly, soit entre 80 et 100 lettres[62].
- Mgr de Lionne – Il mourut étrangement à 60 ans le 1er septembre 1671, lui qui avait enregistré les aveux de Roux de Marcilly deux ans plus tôt.
- Vallot – Il meurt subitement le 16 juillet 1673, lui qui avait probablement interrogé le prisonnier avec Louvois au lendemain de son arrestation, puis à Pignerol en 1670.
- Fouquet – Emprisonné à Pignerol, il aurait avoué fin 1678 qu’il connaissait le secret du prisonnier « Dauger », qui lui avait officiellement été donné comme valet 4 ans plus tôt. Il fut empoisonné en 1680.
- La Rivière – Valet de Fouquet au cours de son emprisonnement à Pignerol, il aurait lui aussi appris le secret du prisonnier « Dauger ». À la suite du décès de Fouquet en 1680, il est emprisonné aux côtés de Dauger, et meurt à Exilles en 1687, sans jamais avoir été accusé ni condamné.

On remarque au passage que Lauzun, lui aussi emprisonné à Pignerol, à qui Fouquet a pu révéler le secret de « Dauger » au cours de conversations nocturnes secrètes, a lui été « épargné » et libéré en 1681. Marcel Pagnol n’a apparemment pas de certitude sur ce qu’il savait (ou pas).

#### Louvois empoisonné?
En 1691, le ministre Louvois tombe en disgrâce, probablement à cause de la haine que lui porte Mme de Maintenon, épouse secrète de Louis XIV. Il décède subitement, alors qu’il devait être arrêté et conduit à la Bastille sur ordre du Roi. Le mémorialiste Saint-Simon reprend le témoignage de Cléran, ancien écuyer de son père, passé chez Mme de Louvois avant la mort du ministre. Pour Marcel Pagnol, le texte de Saint-Simon ne fait aucun doute: Louvois a été empoisonné par son médecin Séron sur ordre discret du Roi, en raison des secrets qu’il détenait : L’empoisonnement de Fouquet, l’identité du prisonnier au masque de Fer, la mort d’Henriette de France. Louis XIV confie alors le ministère de la Guerre à Barbezieux, fils de Louvois, alors âgé de 23 ans seulement.

#### Barbezieux saigné à mort?
Quoique populaire auprès des « forces belles dames » (Marcel Pagnol le qualifie de coureur de jupons), Barbezieux est dénoncé par Saint-Simon comme immature et irresponsable, visiblement trop jeune pour hériter du plus important des ministères. Saint-Simon évoque Fagon, alors premier médecin de Louis XIV, qui fut accusé d’avoir délibérément trop saigné Barbezieux, entraînant sa mort en 1701. Là encore, d’après Marcel Pagnol, l’ordre d’éliminer Barbezieux fut implicitement donné par Louis XIV.

### Transmission du secret

#### Louis XV
Régulièrement interrogé par son fils Louis de France (le dauphin, père de Louis XVI), son ministre le duc de Choiseul, sa maîtresse la marquise Mme de Pompadour, son valet de chambre Jean-Benjamin de la Borde, Louis XV se dérobe et refuse de répondre. Marcel Pagnol remarque cependant que ses réponses évasives laissent croire qu’il sait le secret. Il finira cependant par répondre à Mme de Pompadour qu’il s’agissait du « secrétaire d’un prince italien… », faisant ainsi référence à Matthioli. Marcel Pagnol affirme qu’il reprend en réalité la « fable » savamment préparée par Louvois et Barbezieux, sachant pertinemment qu’il s’agit d’un mensonge, comme le prouve son long mutisme, notamment vis-à-vis de son propre fils.

#### Louis XVI
Interrogé par Marie-Antoinette, Louis XVI lui promet de faire des recherches. Il en parle au comte de Maurepas, qui côtoyait des ministres susceptibles de connaître le secret, et qui affirme « que c’était simplement un […] sujet du duc de Mantoue », faisant également référence à Matthioli. D’après Marcel Pagnol, Louis XVI, qui connait le secret, plutôt que de mentir à la Reine, s’en remet au comte de Maurepas qui reprend lui aussi la « fable » de Louvois.

#### Le maréchal de Richelieu
D’après les Mémoires du maréchal de Richelieu publiées par l’abbé de Soulavie en 1790, la fille du Régent Philippe d’Orléans aurait appris de son père que le prisonnier était le frère jumeau de Louis XIV, héritier légitime du trône. Ces révélations ne furent pas prises au sérieux car Soulavie affirme également que pour obtenir cette confidence, cette fille aurait accordé ses faveurs à son père, ce que Marcel Pagnol conteste : Soulavie écrivait sous la Révolution et cherchait à vendre au peuple en dénonçant l’ignominie des « tyrans » de la royauté. On voit d’ailleurs mal le Régent coupable d’un inceste, lui qui compta un grand nombre de maîtresses, et sa fille ne s’en serait certainement pas vantée.

#### Louis XVIII
Louis XVIII déclare à son ami le duc de la Rochefoucauld : « Je sais le mot de cette énigme, comme mes successeurs le sauront. C’est l’honneur de notre aïeul Louis XIV que nous avons à garder. »
Marcel Pagnol croit en la sincérité de cette déclaration, expliquant que Louis XVIII pouvait tenir le secret de son frère Louis XVI, d’un an son aîné, de qui il se sépare en 1791.

## Témoins

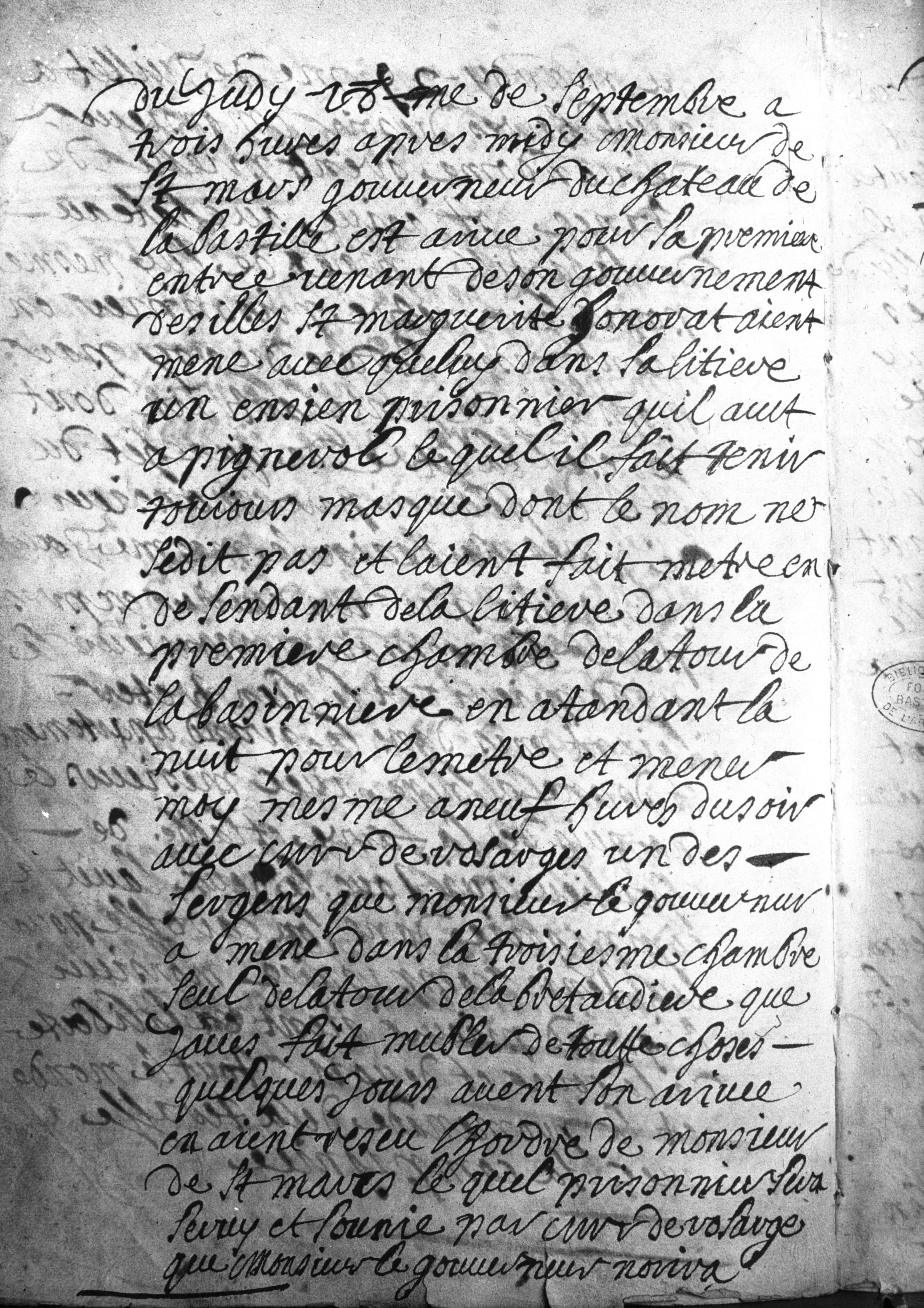
Acte d'écrou de l'homme au masque de fer. Extrait du registre des entrées et sorties de la Bastille en date du 18 septembre 1698.

### Du Junca, lieutenant «de roi» de la Bastille
Il est le second personnage de la prison après le gouverneur.
Marcel Pagnol cite des extraits de registres rédigés par Du Junca, dans lesquels il rend compte de l’arrivée à la Bastille du prisonnier emmené par Saint-Mars portant « un masque de velours noir », de son décès le 19 novembre 1703 et son enterrement au cimetière Saint-Paul le lendemain.
Le registre consigne le décès du prisonnier sous le nom Marchiel.
Ces registres sont des documents à usage personnel (tel un aide-mémoire), non officiels, dont l’authenticité et la sincérité ne sauraient être contestées. Ils constituent en tout cas une preuve de l’existence du prisonnier, qui n’est donc pas une légende.

### Renneville
Marcel Pagnol cite Constantin de Renneville, emprisonné à la Bastille en 1702, soit avant la mort du prisonnier.
Le témoignage de Renneville est en 1724 la première révélation publique du prisonnier inconnu, que le porte-clef Antoine Rû disait être emprisonné depuis 31 ans pour avoir écrit des vers contre les Jésuites, ce que Marcel Pagnol qualifie d’« invention ridicule ».
Il semble que le prisonnier rencontré par Renneville ne soit pas le fameux Homme au Masque de fer, du fait de plusieurs éléments divergeant d’autres témoignages :
- Renneville donne des descriptions physiques sans évoquer de masque, on aurait fait tourner le dos du prisonnier pour qu’il ne soit pas reconnu ;
- il dit avoir rencontré le prisonnier en 1705, alors que le fameux prisonnier masqué est décédé fin 1703 ;
- il évoque une « moyenne taille », alors que Voltaire décrit une taille « au-dessus de l’ordinaire »[72] ;
- il décrit « des cheveux d’un crêpé noir fort épais », alors que d’après le témoignage de Blainvilliers, la chevelure du prisonnier était déjà toute blanche avant qu’il soit emprisonné à la Bastille.

Le prisonnier vu par Renneville ne peut être le comte Matthioli, emprisonné en 1679, soit 26 ans de captivité en 1705 au lieu des 31 ans mentionnés. En revanche, il pourrait s’agir, sur la base « des cheveux d’un crêpé noir fort épais », de la Mauresse de Moret, fille adultérine de Marie-Thérèse d'Autriche (épouse de Louis XIV) avec un esclave noir, que Marcel Pagnol ne cite jamais dans son enquête.

### Voltaire
Voltaire est enfermé à la Bastille de mai 1717 à avril 1718, soit 14 ans après la disparition du prisonnier masqué, puis à nouveau en 1726. Marcel Pagnol le considère comme le grand initiateur de la curiosité populaire au sujet du mystérieux prisonnier. Il écrit en 1738 qu’il a « parlé à des gens qui l’ont servi », en citant très peu ses sources, du moins dans les extraits donnés dans l’enquête de Marcel Pagnol.

#### Le Siècle de Louis XIV
Marcel Pagnol reprend un extrait du Siècle de Louis XIV (1751) dans lequel Voltaire évoque le mystérieux prisonnier, détenu sur l’île Sainte-Marguerite puis à Bastille. Il décrit un jeune homme séduisant et bien bâti, portant « un masque dont la mentonnière avait des ressorts d’acier »,, relate certains détails témoignant d’un cadre de détention luxueux, ainsi que l’immense respect et considération qui lui était exprimée par des notables tels le marquis de Louvois.
Dans la 2e édition (1752), Voltaire cite l’anecdote, au cours de l’emprisonnement à Sainte-Marguerite, d’une assiette d’argent sur laquelle le prisonnier aurait écrit au couteau avant de la jeter par la fenêtre, qui fut rapportée au gouverneur par un serviable pêcheur illettré. Il cite également Michel Chamillart, ministre de la Guerre en 1701 (il succède à Barbezieux), comme étant le dernier ministre dans le secret, dont le gendre second maréchal de la Feuillade, ne serait pas parvenu à lui faire rompre son serment de silence. Michel Chamillart aurait cependant révélé qu’il s’agissait d’un homme «qui avait tous les secrets de M[onsieur] Fouquet.»
Voltaire en conclut qu’il avait été enlevé peu après la mort du cardinal Mazarin en 1661, ce qui s’avère inexact.
Voltaire s’étonne par ailleurs de telles mesures d’emprisonnement et de secret d’État dans le cas d’un simple confident subalterne.

#### Questions sur l’Encyclopédie
Voltaire reprend la plume après les publications en 1768 de son ennemi Élie Fréron.
Dans Les Questions sur l’Encyclopédie (1770), il déclare que le port du masque fut imposé, y compris lors des examens médicaux, par crainte « qu’on ne reconnût […] quelque ressemblance trop frappante », et cite le témoignage de l’apothicaire de la Bastille, auquel le prisonnier aurait dit son âge peu avant sa mort, à savoir « environ soixante ans »,. On remarque que l’acte de décès fait état d’un prisonnier plus jeune: « âgé de quarante-cinq ans ou environ ».
Voltaire s’interroge également quant au nom italien qui lui est attribué, faisant très certainement référence à l’acte de décès.
L’éditeur de 1771 donne sa version des faits, qui est selon lui la version que Voltaire n’a pu donner explicitement dans ses écrits, par crainte des représailles royales : « La reine, qui craignait de ne pas donner d’héritier à Louis XIII, accoucha d’un premier enfant, et en fit la confidence au cardinal Mazarin qui décida d’arranger « le hasard d’un seul lit pour le roi et pour la reine », alors qu’ils n’habitaient plus ensemble depuis longtemps.»
Cette hypothèse selon laquelle le prisonnier serait le frère aîné de Louis XIV ne repose sur aucune preuve, d’autre part Marcel Pagnol n’avance aucun élément qui en démontrerait la fausseté,.

### Les lettres à Elie Fréron
Élie Fréron publie ces lettres dans le périodique L’Année littéraire en 1768.

#### Lettre de Lagrange-Chancel
Lagrange-Chancel, détenu sur l'île Sainte-Marguerite de 1719 à 1722, rapporte le témoignage de Lamotte-Guérin, gouverneur des îles du temps de la détention de Lagrange-Chancel, et lieutenant des îles, donc adjoint de Saint-Mars, 6 ans au moins avant le départ du prisonnier vers la Bastille.
Lamotte-Guérin, qui avait donc accès au registre d’écrou de la prison, renseigne la date de l’arrestation du prisonnier (1669). Il côtoyait le prisonnier quotidiennement, comme lorsqu’il accompagne Saint-Mars pour servir les repas du prisonnier, tel que Saint-Mars le décrit dans une lettre à Louvois de janvier 1696. 30 ans avant la parution du Siècle de Louis XIV de Voltaire, Lagrange-Chancel évoque déjà les égards témoignés par Saint-Mars, la vaisselle d’argent et les vêtements de luxe. Le prisonnier est identifié au duc de Beaufort, tombé au siège de Candie.

#### Lettre de du Palteau (juin 1768)
Du Palteau est le fils de Guillaume de Formanoir, neveu de Saint-Mars, et cadet dans la compagnie franche qui veillera notamment sur le prisonnier masqué. Guillaume devient lieutenant en 1693 et a très certainement lui aussi accompagné Saint-Mars pour servir les repas du prisonnier. Marcel Pagnol le qualifie du « mieux informé de tous les témoins ».
Il évoque la curiosité de son cousin Blainvilliers (cousin germain de Saint-Mars) qui se déguise en sentinelle afin d’aller observer le prisonnier sous la fenêtre de sa chambre, un séjour du prisonnier sur la terre du Palteau au cours du transfert de Sainte-Marguerite à la Bastille, et les témoignages de paysans voyant le prisonnier attablé avec Saint-Mars dans sa salle à manger. Blainvilliers, qui l’aurait vu sans son masque, décrit un physique « grand et bien fait », des cheveux blancs, « du beau linge », et relate un véritable cérémonial royal lors des visites, que Marcel Pagnol assimile à celui imposé par Henri IV à la cour. Il mentionne ensuite un « masque noir », lorsque Saint-Mars et le prisonnier font étape au Palteau.
Du Palteau conclut en déclarant : « Je n’ai pas entendu dire qu’il eût un accent étranger. », écartant vraisemblablement l’hypothèse d’un étranger tel Matthioli. Dans sa lettre, il ne formule pas d’hypothèse quant à l’identité du prisonnier. En juin 1768, sans doute à la suite des réactions suscitées par les publications de Fréron, il écrit que son témoignage ne peut « appuyer aucune des conjectures que l’on a tirées jusqu’à présent ». Marcel Pagnol explique qu’il savait peut-être l’identité du prisonnier, s’agissant d’une affaire de famille, mais qu’il était tenu au secret du fait de son appartenance à l’Académie royale d’Agriculture.

### Autres témoignages

#### La princesse Palatine
Dans une lettre adressée à la princesse de Hanovre en 1711, soit 8 ans après la disparition du prisonnier, la princesse Palatine, duchesse d’Orléans et belle-sœur du roi, l’identifie comme étant « un mylord anglais qui avait été mêlé à l’affaire du duc de Berwick contre le roi Guillaume II. » Marcel Pagnol explique que les gens au pouvoir « aiguillaient les suppositions vers quelque seigneur étranger », il cite également le duc de Monmouth ou le fils de Cromwell.

#### Un roman anonyme
Il s’agit d’un conte intitulé Mémoires secrets pour servir à l’histoire de la Perse, paru à Amsterdam en 1745, mis en scène sous les noms des Mille et Une Nuits : Tandis que sa mort est annoncée, le comte Vermandois, fils de Louis XIV et de la duchesse Louise de La Vallière, est fait enfermé et masqué par Louis XIV pour avoir giflé le Dauphin,.
Marcel Pagnol qualifie une telle version « inacceptable », mais souligne tout de même le fait que le livre fut imprimé en Hollande sans nom d’auteur, ce qui prouve que l’identité du prisonnier masqué était toujours un important secret d’État en 1745, soit 42 ans après sa disparition.
Linguet
Le témoignage d'un certain Linguet, prisonnier à la Bastille, est recueilli par Jean-Benjamin de La Borde, valet de chambre de Louis XV :
« 1° Le prisonnier portait un masque de velours et non de fer, au moins pendant le temps qu’il passa à la Bastille.
« 2° Le gouverneur lui-même le servait et enlevait son linge.
« 3° Quand il allait à la messe, il avait la défense la plus expresse de parler et de montrer sa figure ; l’ordre était donné aux invalides de tirer sur lui ; […]
« 4° Quand il fut mort, on brûla et fouilla tout. […] »
Marcel Pagnol retrouve ce témoignage, selon lequel tout le contenu de la chambre fut brûlé, dans les notes du Père Griffet, aumônier à la Bastille à partir de 1745 (soit 42 ans après la disparition du prisonnier masqué), et dans les notes du major Chevalier, qui fut plus de 30 ans major de la Bastille (1749-1787).

#### Le duc de Saint-Simon
Lauzun occupait un pavillon à Marly avec son beau-frère, le mémorialiste Saint-Simon qui, selon ses dires, doit « lui soutirer [à Lauzun] des histoires d’autrefois », dont très probablement celle du mystérieux prisonnier, qu’il tenait de ses conversations nocturnes à Pignerol avec Fouquet.
À sa mort en 1754, Saint-Simon laisse un grand nombre de manuscrits, qui ne seront pas publiés à la suite d'un « Ordre du Roy » qui les tient au secret en 1760. Après un examen complet par 2 historiographes du roi, une première édition des Mémoires paraît en 1830. Or d’après François-Régis Bastide, qui examine le tout premier inventaire, « Cent soixante-deux portefeuilles manquent à l’appel, ce qui représente une masse d’écrits quinze fois plus importantes que les Mémoires. » Marcel Pagnol en conclut que les Mémoires de Saint-Simon ont été expurgées sur ordre du roi.

## Compléments

### Louis XIV

Portrait de Louis XIV en costume de sacre par Hyacinthe Rigaud en 1701

Pour appuyer sa thèse selon laquelle Louis XIV aurait ordonné l’emprisonnement à vie de son propre frère, alourdissant la peine par le port d’un masque, Marcel Pagnol retrace plusieurs anecdotes de l’enfance, la royauté et la vie personnelle du « Roi-soleil », révélant un côté vaniteux, cruel et fourbe, allant jusqu’à suggérer plusieurs ordres d’assassinat de personnalités par empoisonnement (notamment le ministre Louvois, voir section « ceux qui savaient »). Il dénonce enfin la révocation de l’Edit de Nantes comme étant son « crime principal ».

#### Une enfance marquée
S’appuyant sur un ouvrage de Philippe Erlanger, Marcel Pagnol cite certaines anecdotes prémonitoires: des louanges et adorations déraisonnables et prématurés (alors qu’il est âgé de moins de 5 ans), une nuit dans des petits lits de camp à St-Germain au moment de la Fronde ; le peuple qui assiège le palais royal et des « factieux » qui s’approchent du lit du petit roi afin de s’assurer de sa présence, mais qui font naître des rancunes tenaces.
Marcel Pagnol cite ensuite des récits extraits des Mémoires de Saint-Simon, venant dépeindre le roi dans toute sa fourberie.

#### Le mariage interdit de Mademoiselle et Lauzun
Mademoiselle, cousine germaine de Louis XIV, possède des biens considérables, notamment la principauté de Dombes et le comté d'Eu.
Après avoir déclaré qu’il ne s’opposerait pas à son mariage avec le duc de Lauzun, le roi le fait annuler à la veille de la cérémonie prévue le 18 décembre 1670. Il fait ensuite emprisonner Lauzun à Pignerol (où il restera 10 ans), afin d’échanger sa liberté contre la principauté de Dombes et le comté d’Eu, qu’il léguera au duc de Maine, son fils bâtard né d’une liaison avec Mme de Montespan.
Une fois libéré, Lauzun est contraint de rester en Province, sous la garde d’un capitaine de mousquetaires, et le roi n’autorise toujours pas son mariage.

#### Philippe d’Orléans
Louis XIV trahit également son neveu Philippe d’Orléans en le déshéritant, nommant le duc du Maine régent du royaume. Il l’en informe gisant sur son lit de mort, après les sacrements, se livrant à des discours et louanges d’une grande hypocrisie.

#### «Monsieur» Philippe d'Orléans – son frère cadet
Louis XIV sanctionne également son frère Monsieur lorsque ce dernier commande l’armée victorieuse de Guillaume d’Orange lors de la bataille de Cassel en 1677. Jaloux de cette remarquable réussite, Louis XIV ne lui confiera plus de commandement.

#### «Catastrophe» de Fargues
Au cours d’une grande partie de chasse du côté de Dourdan, le comte de Guiche, le comte du Lude, Vardes, le duc de Lauzun (qui conte l’aventure à Saint-Simon), et d’autres courtisans s’égarent en forêt après que le Roi soit rentré. Ils demandent alors hospitalité chez un certain Fargues qui leur fait très bon accueil, leur offrant un excellent repas et des chambres pour la nuit.
Or ce Fargues qui, au moment de la Révolte de Paris, avait suscité des haines de la cour, et notamment du cardinal Mazarin, avait choisi de se retirer discrètement et se faire oublier.
À la suite de l’aventure de chasse, le Roi et la Reine, furieux d’apprendre ainsi que Fargues vivait une vie paisible si près de Paris, chargent le premier président Lamoignon d’enquêter sur son passé. Lamoignon trouve moyen d’impliquer Fargues dans un meurtre commis en période trouble, ce pourquoi Fargues sera arrêté puis exécuté malgré la protection de l’amnistie.

#### La révocation de l'Édit de Nantes
L’Édit de Nantes, édit de tolérance promulgué en avril 1598 par le roi de France Henri IV, qui mettait fin aux guerres de religion en accordant certains droits aux protestants, fut révoqué par Louis XIV en octobre 1685, ce que Marcel Pagnol dénonce comme le « crime principal » commis par Louis XIV, déclenchant une véritable guerre civile en France et des « massacres » massifs.
Louis XIV en prendra d’ailleurs conscience et, sur son lit de mort, soucieux d’échapper à l’enfer des catholiques, s’en remet aux cardinaux de Rohan et de Bissy sur qui il rejette toute responsabilité.

#### La postérité, les slogans élogieux
Les écrivains, poètes et auteurs de l’époque n’avaient d’autre choix, pour protéger leur survie dans leur profession, que de devoir gagner la faveur du roi. C’est donc, d’après Marcel Pagnol, la flatterie provenant de personnalités telles Boileau, Molière etc. qui a assuré la gloire posthume de Louis XIV.
L’appellation « Louis le Grand », lui fut attribuée par une assemblée de notables sur son ordre propre, et non pas décernée par l’Histoire pour la grandeur de sa royauté.

### Fouquet

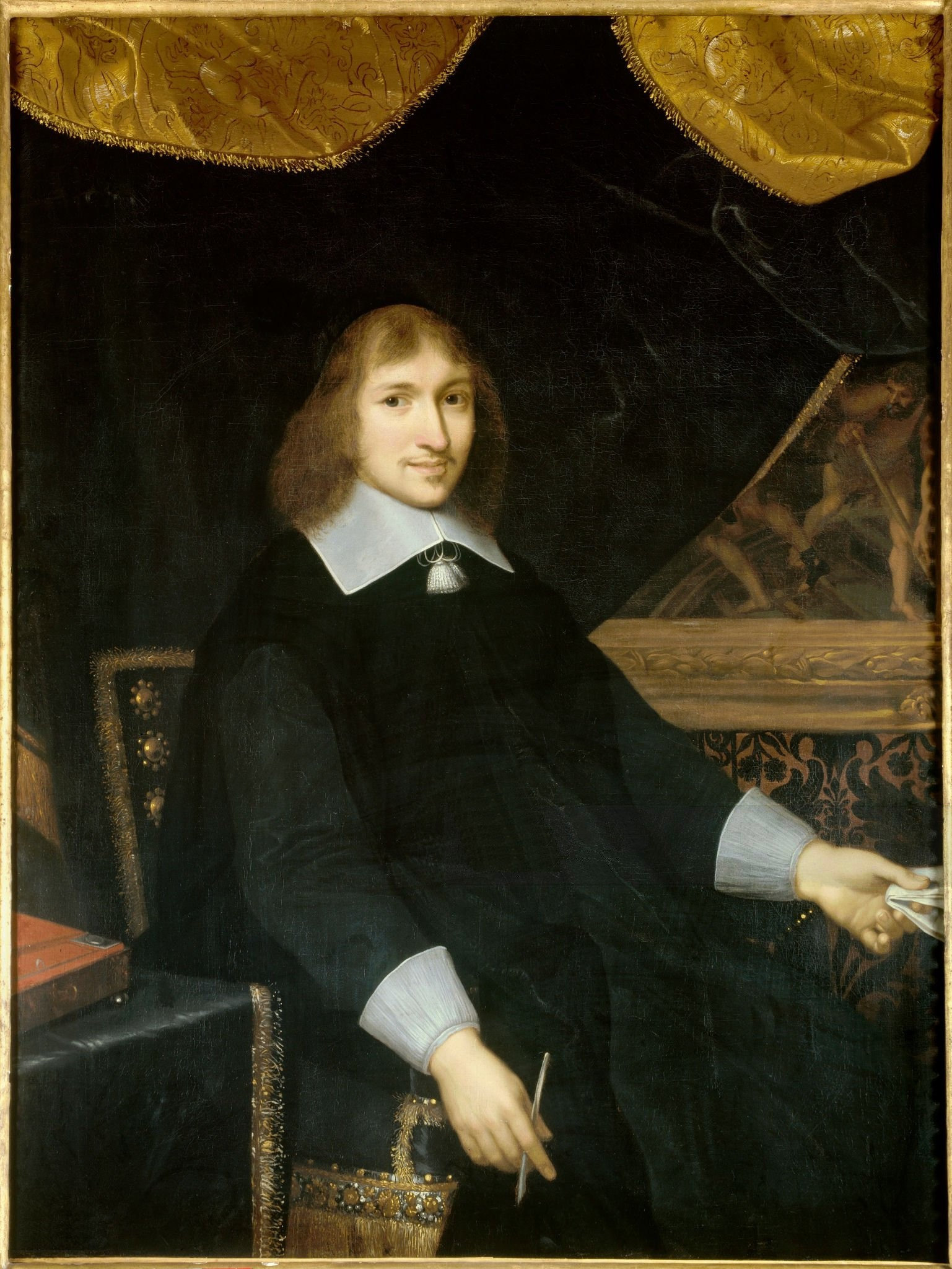
Portrait de Fouquet par Charles Le Brun

#### Procès
En 1661, le surintendant des Finances Nicolas Fouquet jouit d’une immense popularité suscitant la jalousie du roi Louis XIV, et donne lieu à une intense rivalité vis-à-vis de Colbert, qui veille aussi à la gestion des Finances du royaume.
Louis XIV programme sa perte : Fouquet est accusé de malversations et arrêté le 5 septembre 1661.
Le procès qui dure plus de 3 ans se termine le 22 décembre 1664.
Fouquet se voit condamné au bannissement du royaume, voté à 13 voix contre 9. C’est le magistrat d’Ormesson, nommé premier rapporteur, qui sauve l’accusé de la condamnation à mort.
Fou de rage, Louis XIV commue ce bannissement en détention perpétuelle (une application inédite du droit de grâce) avant de s’en prendre aux magistrats et à la famille de Fouquet (dont sa mère de 72 ans), séparés et envoyés aux quatre coins du royaume.
Fouquet est alors conduit sous la garde de d’Artagnan à la prison de Pignerol.

#### Une exécution programmée
Nicolas Fouquet décède à Pignerol dans la nuit du 22 au 23 mars 1680, à la suite d'un dîner auquel il est invité par l’archevêque François Paul de Neufville de Villeroy, qui reçut l’ordre de le délivrer. Marcel Pagnol développe une thèse selon laquelle Fouquet fut empoisonné par Saint-Mars à Pignerol, sur ordre de Louis XIV relayé par Louvois, tandis qu’on le laissait croire à une grâce royale et une libération qui lui fut annoncée.
En 1664, l’emprisonnement de Fouquet, loin de l’anéantir, a au contraire amplifié sa popularité, notamment auprès des milieux intellectuels. De plus Mme de Maintenon, la très influente épouse secrète du roi, lui voue une haine considérable, du fait d’une probable liaison passée.
Fin 1678, Louvois s’adresse directement à Fouquet, promettant « des adoucissements considérables » à son emprisonnement en échange de révélations de ce que le prisonnier « Dauger » aura pu révéler au valet La Rivière, et ce sans en informer Saint-Mars. Pagnol y voit un véritable piège tendu sous une démarche doublement hypocrite dans la mesure où Louvois cherche en réalité à savoir ce que Fouquet sait de « Dauger », et que Saint-Mars a très certainement reçu une copie de la lettre de Louvois à Fouquet. Ces « adoucissements » sont ainsi accordés progressivement : au début de 1679, Fouquet est autorisé à rencontrer le prisonnier Lauzun, puis à recevoir sa famille, dont sa fille autorisée à rester avec lui à la prison de Pignerol, et enfin son homme d’affaires.
D’après Pagnol, Fouquet tombe dans le piège tendu par Louis XIV : Fouquet avoue qu’il connaît le secret de « Dauger » (qui lui a révélé sa véritable identité et son histoire) et promet une discrétion absolue. Cependant, face à la menace qu’il représente pour lui, Louis XIV décide alors de l’éliminer en préparant méthodiquement et habilement son exécution.
Le 18 août 1679, Louvois écrit à Saint-Mars pour convoquer son lieutenant Blainvilliers, afin sans doute de transmettre des ordres secrets sans les écrire. Après 4 mois passés à Paris, Blainvilliers repart le 10 janvier 1680. Dès son retour à Pignerol, le régime d’emprisonnement de Fouquet se redurcit : les visites sont à nouveau surveillées et limitées, sa fille et son épouse le quittent. Fouquet décède soudainement le 23 mars, soit 2 mois après le retour de Blainvilliers à Pignerol.
Pagnol cite par ailleurs des lettres prouvant que Saint-Mars avait fait confisquer un poison à un tenancier local. Se servant de ce même poison, il en aurait surestimé l’efficacité : Fouquet agonise pendant plusieurs heures, comprend qu’il a été empoisonné, et ses valets La Rivière et Dauger en sont témoins.

#### Témoins
Louis XIV ordonne de rendre le corps à la famille, ce que Pagnol qualifie d’ « odieuse manœuvre » dans la mesure où cette offre est transmise au fils Fouquet 16 jours après le décès du surintendant. De plus, compte tenu des moyens scientifiques de l’époque, une autopsie n’aurait rien révélé. Le corps de Fouquet serait resté enseveli dans un couvent de Pignerol, jamais déposé dans le caveau de la famille.
Blainvilliers se voit alors immédiatement promu major de la citadelle de Metz (il rejoindra plus tard Saint-Mars sur l'île Sainte-Marguerite), tandis que Saint-Mars jouit d’un enrichissement considérable, et ce malgré le rapport qu’il fait à Louvois dans lequel il révèle que Fouquet et Lauzun communiquaient à son insu au moyen d’un trou creusé entre leurs cellules. Pagnol y voit une véritable faute professionnelle, qui de plus ridiculise l’ « adoucissement » selon lequel Fouquet et Lauzun étaient autorisés à se rencontrer dans la prison.
À la suite de ce rapport de Saint-Mars, Louvois lui ordonne, dans une lettre du 8 avril 1680 (soit 15 jours après la mort de Fouquet), d’enfermer « Dauger » et La Rivière en les privant de toute communication avec quiconque, tout en annonçant leur libération, notamment à Lauzun. Pagnol voit en cette condamnation des témoins une preuve de crime.
Pagnol cite une lettre de Louvois à Saint-Mars qui peut laisser croire que Saint-Mars a accusé « Dauger » d’avoir empoisonné Fouquet, ce qui alimente la thèse de Maurice Duvivier selon laquelle Dauger aurait empoisonné Fouquet à l’instigation de Lauzun ou Colbert qui lui aurait promis sa libération.
Pagnol réfute cette thèse dans la mesure où il estime que Colbert n’a pu le contacter, que Lauzun n’a jamais pu le rencontrer (Saint-Mars y veille scrupuleusement), et que le prisonnier n’aurait pu se procurer des drogues. Saint-Mars aurait faussement dénoncé Dauger (dans une lettre perdue) dans l’unique but de brouiller les pistes quant aux circonstances du décès de Fouquet et à l’identité du prisonnier Dauger, faisant de lui un valet criminel.

### Le comte Matthioli
Ercole Mattioli, né à Bologne en 1640, fut nommé suppléant du duc de Mantoue (dans l’actuelle Lombardie), ce qui fit de lui un comte, titre que Marcel Pagnol qualifie de « pas très sérieux ».
En 1678, Matthioli est chargé par le duc de Mantoue de négocier secrètement la vente à Louis XIV de la place forte de Casal (dans l’actuel Piémont), véritable point stratégique proche de la frontière française, ce pourquoi il sera généreusement récompensé par Louis XIV.
Cependant il révèle le secret à la cour de Turin, qui se répandra jusqu’en Espagne. Le traité n’est alors pas ratifié. Louis XIV, se sentant dupé et ridiculisé, le fait enlever puis emprisonner à Pignerol en mai 1679 puis sur l'île Sainte-Marguerite où il décède en 1694, très vraisemblablement d’épuisement à la suite du trajet à pied de Pignerol aux îles, une centaine de kilomètres.

#### Les thèses «Matthiolistes»
Marcel Pagnol cite certaines thèses identifiant le prisonnier masqué au comte Matthioli, comme celle de Marius Topin, ou encore l’historien Funck Brentano, du fait notamment du nom Marchialy inscrit sur l’acte de décès, qui pourrait être une déformation de « Matthioli ». Marcel Pagnol réfute cette thèse par plusieurs arguments :
- Le cachot : C’est en 1669 que fut construit à Pignerol le premier cachot du prisonnier masqué, or Matthioli n’a été incarcéré que 10 ans plus tard. Étant enfermé dans le même cachot qu’un moine jacobin, il ne détient donc pas de secret dangereux.
- Le temps de captivité : Dans une lettre écrite en 1691, Barbezieux cite « le prisonnier masqué que vous [Saint-Mars] gardez depuis vingt ans » (plus précisément 22 ans – depuis 1669). Or Saint-Mars n’a alors gardé Matthioli que 2 ans et demi à Pignerol, entre l’emprisonnement de Matthioli en mai 1679 et le départ de Saint-Mars à Exiles en octobre 1681[45].
- Le transport du prisonnier : Le transfert du prisonnier d’Exiles à l'île Sainte-Marguerite se fait sur une litière[46] de toile cirée, un moyen de transport qui n’est pas déployé pour Matthioli. Il fait le trajet de Pignerol aux îles à pied et malade, et serait décédé d’épuisement à son arrivée aux îles. De plus des italiens sont désignés comme porteurs de la litière de toile cirée qui enferme le prisonnier. Or d’après Pagnol, il fut choisi des porteurs ne comprenant pas la langue du prisonnier pour l’empêcher de leur faire des révélations, ce qui prouve que le prisonnier n’était pas italien.

Enfin, Pagnol trouve invraisemblable que le prisonnier ait été identifié par son nom (déformé en Marchialy) sur l’acte de décès après que son identité fut tenue au secret pendant 34 ans.